# 横浜日建工科専門学校
横浜日建工科専門学校（よこはまにっけんこうかせんもんがっこう）は、建築の専修学校。建築士試験受験資格認定校。学校法人実務学園が運営。

## 沿革
- 1999年10月 - 学校法人実務学園　横浜日建工科専門学校として設置認可。
- 2000年4月 - 建築CAD設計科を開校。
- 2001年1月 - 二級建築士受験資格認定校となる。
- 2001年10月 - 1級・2級技術検定（建築施工管理技士）の受験資格認定。
- 2002年3月 -  一級建築士受験資格認定校となる。
- 2003年4月 - 建築CAD設計研究科を設置。
- 2008年5月 - 建築CAD設計科を建築設計科に改称、同時に建築CAD設計研究科も建築設計研究科へ改称。
- 2010年4月 - 建築ものづくり学科を設置。
- 2011年4月 - 建築CAD技術科を設置。
- 2015年4月 - 建築ｲﾝﾃﾘｱﾃﾞｻﾞｲﾝ科を設置。

## 設置学科
- 建築設計科
- 建築設計研究科
- 建築CADビジネス科
- 建築士養成科（通信制）

## グループ校
- 東京日建工科専門学校
- 宇都宮日建工科専門学校
- 水戸日建工科専門学校
- 群馬日建工科専門学校
- 新潟日建工科専門学校
- 浜松日建工科専門学校